# Leszek Paradowski (lekarz)
Leszek Ireneusz Paradowski (ur. 27 stycznia 1946 w Lesznie) – polski lekarz internista, profesor nadzwyczajny (mianowany w 1996), profesor zwyczajny, były dziekan Wydziału Lekarskiego Kształcenia Podyplomowego Akademii Medycznej we Wrocławiu, były rektor Akademii Medycznej we Wrocławiu w latach 1999–2005. 
Absolwent Wydziału Lekarskiego Akademii Medycznej we Wrocławiu. Stopień doktora uzyskał w 1978 habilitował się w 1990. Od 1996 do 30 września 2016 był kierownikiem Katedry i Kliniki Gastroenterologii Akademii Medycznej we Wrocławiu
W 1990 habilitował się na podstawie pracy pt. Przydatność modelu pozaustrojowej perfuzji wćtroby szczura do badania nad wpływem leków na system monooksygenaz o mieszanej funkcji z udziałem cytochromu P-450 na przykładzie cymetydyny. 23 lutego 2011 uzyskał tytuł profesora nauk medycznych. Członek Polskiego Towarzystwa Gastroenterologii (któremu również przewodniczył), Polskiego Towarzystwa Internistów Polskich, Polskiego Towarzystwa Naukowego. Wyróżniony nagrodą indywidualną Ministerstwa Zdrowia i Opieki Społecznej oraz nagrodą zespołową na sympozjum w Berlinie.
W 2005 kandydował do Senatu w okręgu nr 3 z ramienia własnego komitetu. Zajął 14. miejsce na 19 kandydatów.
W 2000 odznaczony Krzyżem Kawalerskim Orderu Odrodzenia Polski.